# 현대코리아
《현대코리아》(일본어: 現代コリア)는 현대코리아연구소가 발행하던 월간지로, 한반도 정세 등에 관한 다루었다. 1961년 11월에 당시의 일본조선연구소(현·현대코리아연구소)에서 《조선연구》(朝鮮研究)로 창간되어 재일한국인에 대한 문제를 다루고 있었지만, 1984년부터는 《현대코리아》(現代コリア)라는 명칭으로 변경해 한반도 정세를 중심으로 다루었다.